# Rally Valli Ossolane
Il Rally delle Valli Ossolane è un rally italiano. Fatta eccezione per la stagione 1974, l'evento è in calendario dalla stagione 1965. Fa parte del calendario del Challenge Zona 1.

## Storia
Il Valli Ossolane nasce il 5 settembre 1965 come prova di regolarità, disciplina molto in voga negli anni sessanta, e mantiene la stessa formula per tre anni.
Nel 1969 diviene classica regolaristica sul piano nazionale, mantenendo questa forma fino al 1972 quando la gara ossolana è inserita nel calendario automobilistico “Nazionale Sprint”.
Nel 1973 la nona edizione inaugura il “Trofeo Rallyes Nazionali”: vince Giacomo Pelganta, che con il navigatore “Tanino” Orlando conquista il titolo di campione italiano.
Nel 1974 l'unica battuta d'arresto a causa della crisi petrolifera, ma nel 1975 si riapre in occasione dell'Esposizione Internazionale Italo-Svizzera, quando sulle strade dell'Ossola fa la sua comparsa la Lancia Stratos.
La 30ª edizione del 25-26 giugno 1994 vinta da Uzzeni, viene abbinata alla Lotteria Nazionale.
Dal 2003 l'organizzazione della manifestazione è stata affidata alla società P.S.A. Rally che l'ha mantenuta fino al 2018. Dall'edizione 2019 l'organizzazione è passata al New Turbomark Rally Team.

## Albo d'Oro
| Anno  | Vincitori:                                     |
| 1965  | Marenzi G. (Porsche 911 S)                     |
| 1966  | Dalan A. (Fiat 850 Abarth)                     |
| 1967  | Mosca G. (A.R. Giulia)                         |
| 1968  | Reggiani A. (Lancia Fulvia HF)                 |
| 1969  | Vogt M. (Lancia Fulvia)                        |
| 1970  | Pavanello Giorgio (Lancia Fulvia HF)           |
| 1971  | Pavanello Giorgio (Lancia Fulvia HF)           |
| 1972  | Biasuzzi Giancarlo (Lancia Fulvia HF)          |
| 1973  | Pelganta-Orlando (Lancia Fulvia HF)            |
| 1974  | NON DISPUTATO AUSTERITY                        |
| 1975  | “Tony”-De Marco (Lancia Stratos)               |
| 1976  | Genzone-Provera (Lancia Stratos)               |
| 1977  | Cane-Viglione (Porsche Carrera)                |
| 1978  | Decè-Lana (Porsche Carrera)                    |
| 1979  | Uzzeni-Mongini (Porsche Carrera)               |
| 1980  | Pietropoli-Bergna (Lancia Stratos)             |
| 1981  | Cerutti-Orlando (Lancia Stratos)               |
| 1982  | Uzzeni-Bondesan (Porsche 3.000)                |
| 1983  | Uzzeni-Bondesan (Porsche Turbo)                |
| 1984  | Uzzeni-Conti (Porsche 911 RS)                  |
| 1985  | Celesia-Vierin (Lancia Rally)                  |
| 1986  | Uzzeni-Bondesan (Lancia Rally)                 |
| 1987  | Barbero-Garino (Lancia Rally)                  |
| 1988  | Longhi-Leonardi (Renault 5 Gt Turbo)           |
| 1989  | Zucchetti-Poletti (Lancia Delta Integrale)     |
| 1990  | Longhi-Carraro (Lancia Delta Integrale)        |
| 1991  | Zucchetti-Dellachà (Lancia Delta 16V.)         |
| 1992  | Vedelago-Nebiolo (Lancia Delta 16V.)           |
| 1993  | Uzzeni-Bondesan (Lancia Delta HF)              |
| 1994  | Uzzeni-Orlando (Lancia Delta HF)               |
| 1995  | Borsa-Berra (Lancia Delta HF)                  |
| 1996  | Saglio-Fatichi (Renault Clio Williams)         |
| 1997  | Saglio-Fatichi (Renault Clio Williams)         |
| 1998  | Uzzeni-Bondesan (Subaru Impreza Wrx)           |
| 1999  | Saglio-Fatichi (Renault Megane Maxi)           |
| 2000  | Dissegna-Paganelli (Toyota Corolla Wrc)        |
| 2001  | Canella-Gria (Peugeot 306 Maxi)                |
| 2002  | Canella-Gria (Subaru Impreza Wrx)              |
| 2002* | Jaquillard-Jaquillard (Toyota Corolla Wrc)     |
| 2003  | Saglio-Fatichi (Renault Clio Williams)         |
| 2004  | Canella-Gria (Renault Clio Super 1600)         |
| 2005  | Riedmann-Sparagna (Renault Clio Williams)      |
| 2006  | Riedmann-Pieri (Renault Clio Williams)         |
| 2007  | Canella-Gria (Renault Clio Super 1600)         |
| 2008  | Canella-Gria (Peugeot 207 Super 2000)          |
| 2009  | Bocchio-Fenoli (Renault Clio S1600)            |
| 2010  | Margaroli F.-Conti (Peugeot 207 S2000)         |
| 2011  | Bocchio-Mancini (Peugeot 207 S2000)            |
| 2012  | Bocchio-Terrini (Peugeot 207 S2000)            |
| 2013  | Perico-Dragonetti (Peugeot 207 S2000)          |
| 2014  | Caffoni-Grossi (Peugeot 207 S2000)             |
| 2015  | Caffoni-Grossi (Peugeot 207 S2000)             |
| 2016  | Caffoni-Grossi (Ford Fiesta R5)                |
| 2017  | Crugnola-Solari (Ford Fiesta R5)               |
| 2018  | Margaroli F.-Dresti (Skoda Fabia R5)           |
| 2019  | Caffoni-Grossi (Skoda Fabia R5)                |
| 2020  | Caffoni-Grossi (Skoda Fabia R5)                |
| 2021  | Caffoni-Grossi (Skoda Fabia R5)                |
| 2022  | Caffoni-Grossi (Skoda Fabia R5)                |
| 2023  | Caffoni - Grossi (Skoda Fabia R5)              |
| 2024  | Caffoni - Grossi (Skoda Fabia R5)              |
| 2025  | Caffoni - Grossi ( Skoda Fabia R5)             |
| 2026  | Caffoni - Grossi (Skoda Fabia R5) 10° Vittoria |

LA CLASSIFICA A PUNTI (59 Edizioni)*/**
| Pos. | Pilota                 | Vittorie | Tot. PT |    |
| ---- | ---------------------- | -------- | ------- | -- |
| 1.   | MARGAROLI Fabrizio     | 2        | 228     | +1 |
| 2.   | CAFFONI Davide         | 10       | 225     | +1 |
| 3.   | UZZENI Franco          | 8        | 214     | -2 |
| 4.   | CANELLA Massimo        | 5        | 192     | =  |
| 5.   | SAGLIO TROMBONE Andrea | 4        | 149     | =  |
| 6.   | BOCCHIO Alessandro     | 3        | 137     | =  |
| 7.   | DISSEGNA Giorgio       | 1        | 120     | =  |
| 8.   | PASTORE Gualtiero      | 0        | 85      | =  |
| 9.   | DECE' Adriano          | 1        | 82      | =  |
| 10.  | GIUDICI Andrea         | 0        | 77      | =  |

^ Mancano le classifiche delle edizioni 1967 e 1969 (introvabili) e dell'edizione 1974 annullata causa austerity.
°° La classifica non comprende i punti degli equipaggi svizzeri che correvano con le WRC nel 2002. (Cioè Jaquillard e Uzzeni).
- Nel 2002 era valido anche per il Campionato Rally Svizzera, dove i piloti elvetici potevano correre con le vetture WRC allora escluse dai rally nazionali, quindi Jaquillard vinse la gara "svizzera" e Canella per la "Coppa Italia".